# Europese kampioenschappen judo 1988
De Europese kampioenschappen judo 1988 werden van 19 tot en met 22 mei 1988 gehouden in Pamplona, Spanje. 

## Resultaten

### Mannen
| Gewichtsklasse | Goud                | Zilver                    | Brons                              |
| -------------- | ------------------- | ------------------------- | ---------------------------------- |
| – 60 kg        | Amiran Totikasjvili | Patrick Roux              | Neil Eckersley Carlos Sotillo      |
| – 65 kg        | Bruno Carabetta     | Guido Schumacher          | Udo Quellmalz Sergej Kosmynin      |
| – 71 kg        | Joaquín Ruiz        | Sven Loll                 | Hans Engelmeier Krzysztof Kaminski |
| – 78 kg        | Basjir Varajev      | Frank Wieneke             | Peter Reiter Pascal Tayot          |
| – 86 kg        | Fabien Canu         | Densign White             | Ben Spijkers Peter Seisenbacher    |
| – 95 kg        | Jiří Sosna          | Jevgeni Petsjoerov        | Robert Van de Walle Marko Walew    |
| +95 kg         | Grigori Veritsjev   | Alexander von der Groeben | Henry Stöhr Dimitar Saprjanow      |
| Open           | Elvis Gordon        | Akaki Kibordzalidze       | Damian Stoikow László Tolnai       |

### Vrouwen
| Gewichtsklasse | Goud                | Zilver               | Brons                               |
| -------------- | ------------------- | -------------------- | ----------------------------------- |
| – 48 kg        | Jessica Gal         | Katalin Parragh      | Dolores Veguillas Martine Dupond    |
| – 52 kg        | Alessandra Giungi   | Jaana Ronkainen      | Joanna Majdan Dominique Maaoui-Brun |
| – 56 kg        | Catherine Arnaud    | Miriam Blasco        | Jenny Gal Gisela Hämmerling         |
| – 61 kg        | Diane Bell          | Begoña Gómez         | Frauke Eickhoff Renate Lehner       |
| – 66 kg        | Alexandra Schreiber | Emanuela Pierantozzi | Roswitha Hartl Brigitte Deydier     |
| – 72 kg        | Ingrid Berghmans    | Isabel Cortavitarte  | Elisabeth Karlsson Laetitia Meignan |
| +72 kg         | Angelique Seriese   | Isabelle Paque       | Sharon Lee Karin Kutz               |
| Open           | Ingrid Berghmans    | Emmanuelle Mikula    | Zwetana Bosilowa Beata Maksymow     |

## Medailleklassement
| Plaats | Land                           | Goud | Zilver | Brons | Totaal |
| 1      | Frankrijk                      | 3    | 3      | 5     | 11     |
| 2      | Sovjet-Unie                    | 3    | 2      | 1     | 6      |
| 3      | Verenigd Koninkrijk            | 2    | 1      | 2     | 5      |
| 4      | Nederland                      | 2    | –      | 2     | 4      |
| 5      | België                         | 2    | –      | 1     | 3      |
| 6      | Duitsland                      | 1    | 3      | 3     | 7      |
| 7      | Spanje                         | 1    | 3      | 2     | 6      |
| 8      | Italië                         | 1    | 1      | –     | 2      |
| 9      | Tsjecho-Slowakije              | 1    | –      | –     | 1      |
| 10     | Duitse Democratische Republiek | -    | 1      | 2     | 3      |
| 11     | Hongarije                      | -    | 1      | 1     | 2      |
| 12     | Finland                        | -    | 1      | –     | 1      |
| 13     | Bulgarije                      | –    | -      | 4     | 4      |
| 13     | Oostenrijk                     | –    | -      | 4     | 4      |
| 15     | Polen                          | –    | -      | 3     | 3      |
| 16     | Zweden                         | –    | -      | 1     | 1      |
| 16     | Zwitserland                    | –    | -      | 1     | 1      |
|        | Totaal                         | 16   | 16     | 32    | 64     |